# منطقة حظر جوي

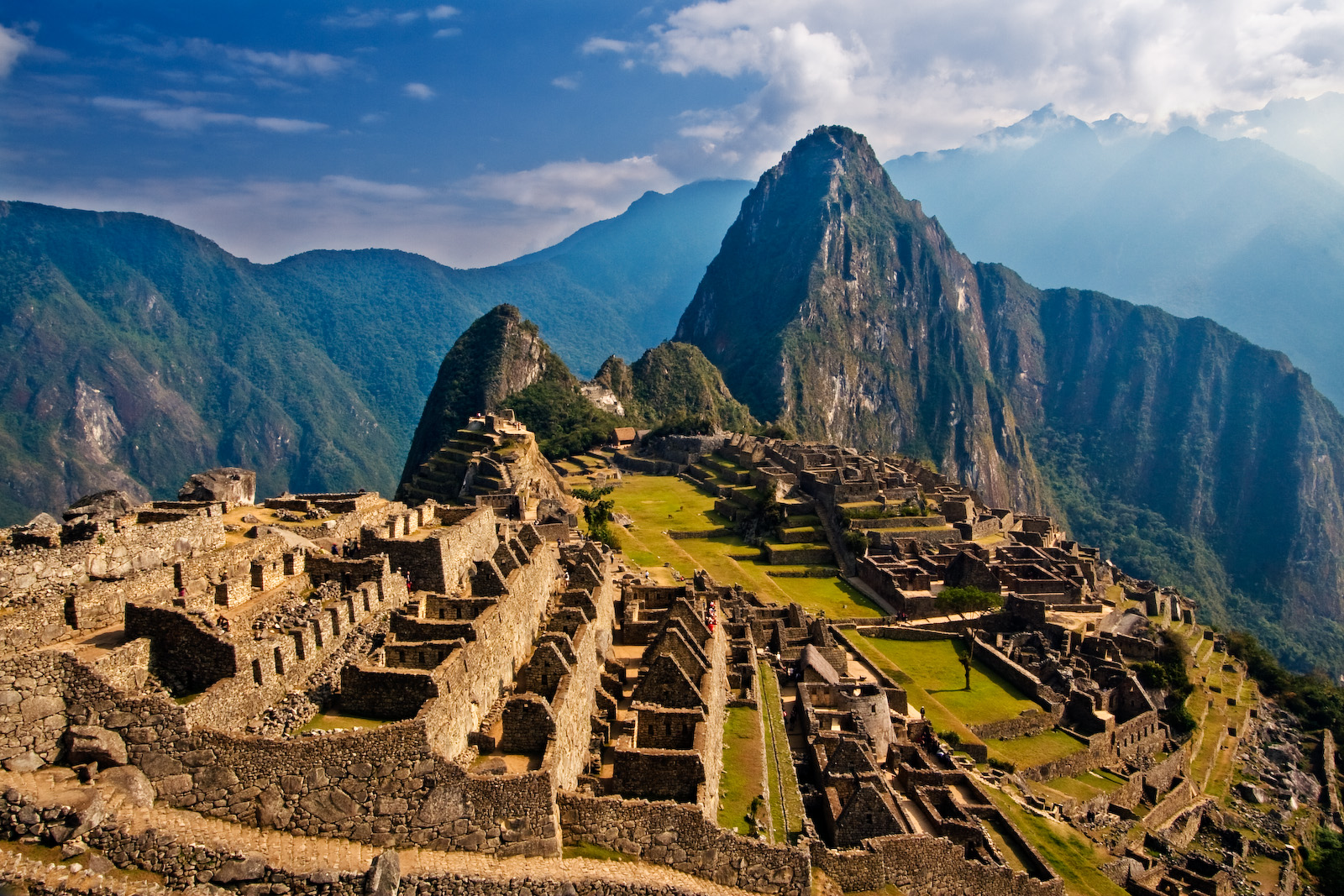

منطقة حظر الطيران أو الحظر الجوي يمنع فيها تحليق الطائرات في أجواء منطقة معينة قد تشمل دولة ما، ويكون ذلك استنادا إلى قرار من مجلس الأمن الدولي، لكن بعض الدول اتخذت قرارات فردية بحظر الطيران كما حدث في العراق أوائل تسعينيات القرن الماضي.
ويتطلب فرض الحظر الجوي إقامة دوريات على مدار الساعة فوق المجال الجوي للدولة المستهدفة، وأحيانا تدمير مضادات الطائرات لذلك البلد.
ومن آثار الحظر حرمان القوات الجوية للبلدان من سيادتها الجوية على أراضيها، وإفساح المجال لقوات أخرى بالتحرك في الأجواء على حساب صاحب الأرض، والإضرار الكبير بالحركة الاقتصادية وحرية النقل الجوي.

## مجلس الأمن الدولي وفرض الحظر الجوي
يجوز لمجلس الأمن الدولي -بموجب الفصل السابع من ميثاق الأمم المتحدة- اتخاذ تدابير إنفاذ للمحافظة على السلام والأمن الدوليين أو استعادتهما، وتتراوح هذه التدابير ما بين الجزاءات الاقتصادية و/أو غيرها من الجزاءات التي لا تتضمن استخدام القوة المسلحة، والإجراءات العسكرية الدولية.
وتنص المادة 41 على أن لمجلس الأمن أن يقرر ما يجب اتخاذه من التدابير التي لا تتطلب استخدام القوات المسلحة لتنفيذ قراراته، وله أن يطلب إلى أعضاء «الأمم المتحدة» تطبيق هذه التدابير وبينها الحظر الجوي.
ويعد حظر الطيران أحد أشكال العقوبات التي يوقعها مجلس الأمن على الدول بتصويت أغلبية الأعضاء، إذا لم تستخدم أي من الدول الدائمة العضوية حق النقض (الفيتو).

## مناطق حظر

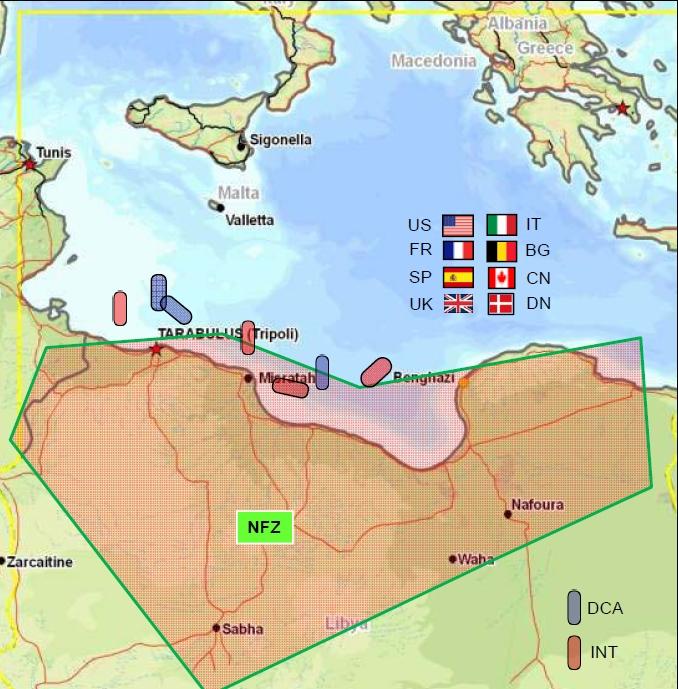
منطقة حظر جوي - شمال ليبيا

### العراق
بعد انتهاء حرب الخليج الثانية عام 1991 م فرضت الولايات المتحدة الأميركية وبريطانيا وفرنسا حظرا جويا داخل العراق فيما عرف بمناطق الحظر الجوي شمالي العراق وجنوبه بحجة حماية الأكراد والشيعة. وانسحبت فرنسا عام 1996 م لأنها وحسب تعبيرها اعتقدت أن منطقة الحظر أخذت منحى أهداف أخرى غير الأهداف الأنسانية. واستندت هذه الدول إلى القرار رقم 688 والصادر عن مجلس الأمن يوم الخامس من أبريل/نيسان 1991 م، مع أنه لا ينص على فرض الحظر الجوي، ويتعلق بالأكراد، شمالي العراق، ويطالب العراق بالكف عن ملاحقتهم واحترام حقوق الإنسان... إلخ.
أصرت الولايات المتحدة والمملكة المتحدة على أن الطلعات الجوية لمراقبة المنطقة تعتبر شرعية وتستند على قانون مجلس الأمن الدولي رقم 688 في 5 أبريل/نيسان 1991 م والذي يشجب فيه مجلس الأمن «عمليات الاضطهاد» التي تمارسها الحكومة العراقية ضد المدنيين في بعض مناطق العراق.
لم تعترف الحكومة العراقية بشرعية هذه المنطقة كونها لا تستند على قانون صريح وواضح من مجلس الأمن واعتبرتها محاولة لتقسيم العراق وكانت الدفاعات الجوية العراقية تستهدف الطائرات الأمريكية والبريطانية المحلقة في المنطقة حتى أن الرئيس العراقي السابق صدام حسين أصدر أمراً بمنح مكافأة لمن يسقط طائرة في منطقة حظر الطيران.
كانت لمنطقة حظر الطيران دوراً رئيساً في قيام الأكراد في الشمال بإجراء انتخابات محلية وتشكيل برلمان وإقامة كيان أطلقوا عليه اسم إقليم كردستان العراق والذي كان أشبه بالكيان المنفصل أو المستقل عن العراق.
امتدت منطقة الحظر شمالاً من خط العرض 36 وجنوباً حتى خط العرض 32, وفي أواخر عام 1996 م تم توسيع منطقة الحظر الشمالية إلى خط 33 والذي كان أقرب إلى حدود العاصمة بغداد. وأتى هذا التوسيع بعد دخول وحدات من الجيش العراقي محافظة أربيل التي كانت واقعة ضمن منطقة الحظر لحسم نزاع داخلي بين الأكراد.
ومن الجدير بالذكر أن القوات المسلحة تدخلت بالنزاع بين الأكراد بناءً على طلب من الحزب الديمقراطي الكردستاني بزعامة مسعود البارزاني الذي طلب العون من القيادة العراقية في نزاعه الداخلي مع الاتحاد الوطني الكردستاني بزعامة جلال طالباني.
انتهى العمل بمنطقة حظر الطيران في العراق مع بداية الاحتلال الأمريكي للعراق عام 2003 م.

### ليبيا
وفي أوائل تسعينيات القرن الماضي عوقبت ليبيا بالحصار الاقتصادي والحظر الجوي، بعد اتهام ليبيين بالضلوع في تفجير طائرة أميركية فيما عرف بقضية لوكربي. ونص القرار رقم (748) المؤرخ في 31 مارس/آذار 1992 م على عدم السماح لأية طائرة بالإقلاع من إقليمها أو الهبوط فيه أو التحليق فوقه إذا كانت متجهة إلى ليبيا أو قادمة منها ما لم تكن الرحلة المعينة قد نالت على أساس وجود حاجة إنسانية هامة موافقة لجنة مجلس الأمن. كما حظر القرار تزويد ليبيا بأية طائرة أو قطع طائرات وتوفير خدمات الهندسة والصيانة للطائرات الليبية أو أجزاء الطائرات الليبية، ومنح شهادة الأهلية للطيران إلى الطائرات الليبية.
ورفع الحظر بقرار من مجلس الأمن في سبتمبر/أيلول 2003 م.
وفي يوم الجمعة 18-3-2011 وافق مجلس الأمن الدولي على قرار مشروع بفرض حظر جوي على ليبيا بسبب استخدام النظام الليبي الطائرات الحربية لقمع المظاهرات في ليبيا المطالبة باسقاط نظام معمر القذافي تمت الموافقة على القرار الذي تقدمت به كل من بريطانيا وفرنسا والمجموعة العربية بأغلبية عشرة أصوات مقابل امتناع خمسة أعضاء عن التصويت منها روسيا والصين وألمانيا. (أنظر منطقة حظر الطيران الليبية).

### يوغوسلافيا
كما أصدر مجلس الأمن قرارا مماثلا بحظر الطيران في يوغسلافيا الاتحادية إبان الحرب في البوسنة والهرسك وذلك في 30 مايو/أيار 1992 م.

### الولايات المتحدة الأمريكية
أثناء أحداث 11 سبتمبر/أيلول 2001 م اعتبرت معظم الأجواء في الولايات المتحدة مناطق يحظر التحليق فيها.

### اليمن
اعلنت السعودية بعد طلب من الرئيس اليمني الشرعي عبد ربه منصور هادي اجواء اليمن منطقة محظورة اثناء عملية عاصفة الحزم بعد احتلال الحوثي لجزء من اليمن.

## طالع
- منطقة مجردة من السلاح